# 주봉
주봉(영어: Joobong)은 배드민턴라켓, 셔틀콕, 가방, 배드민턴화, 스트링 등을 생산하는 한국의 배드민턴 용품 전문 브랜드이다.

## 역사
주봉은 1995년에 설립되었다. 한국의 수많은 선수들이 국내외 경기에서 배드민턴 세계 최정상의 자리를 확고히 지켜오고 있으나 외국의 제품으로 경기를 해온 현실을 아쉽게 생각한 주봉은 1995년부터 한국 고유의 상표 주봉으로 라켓을 자체 설계 및 개발하였다.
태국, 말레이시아, 홍콩, 대만 등 아시아를 포함하여 호주, 캐나다, 브라질, 유럽 등에서도 대리점을 오픈했다.

## 로고
주봉 브랜드의 심볼 및 로고는 영문 브랜드명의 이니셜인 J를 스포티하고 세련된 이미지로 표현했다.
로고타입은 셔틀콕이 빠르게 날아가는 모양을 형상화했으며, 심볼마크는 이니셜을 감싸는 도형의 등사각을 조절함으로써 '좌'에서 '우'로 상승하는 역동적인 기운을 전달하여 젊음의 힘과 에너지, 스피디한 배드민턴의 특징을 부각시켰다.

## 제품
취급제품으로는 배드민턴라켓, 셔틀콕, 스트링, 가방, 신발, 양말, 그립, 악세서리, 스트링머신, 코트매트가 있다.

### 라켓

#### T-Jeibee1900
T-Jeibee1900(티제이비1900)은 가장 대표적인 모델이다. 2012년에 출시한 제품으로 반발력과 스피드가 적당하고 발란스포인드가 안정적이라 다루기 편해 입소문을 탄 입문자 라켓이다. 시대에 따라 조금씩 사용감을 리뉴얼하고 있다.

#### T-Jeibee 시리즈
티타늄과 그라파이트의 완벽한 조화를 이끌어낸 라켓으로 파순확률 1% 이하의 고탄성도를 실현했다.

#### T-Jeibee TP 시리즈
Taper Shaft를 장착한 라켓 시리즈로 정확한 컨트롤을 위해 설계되었다. 스매쉬 파워는 물론 각도를 더욱 예리하게 해준다. 재구매률이 높은 시리즈로 T-Jeibee TP 505와 T-Jeibee TP 705는 해외에서 가장 많이 재구매하는 모델이다.

#### Woven 시리즈
우븐라켓은 주봉이 배드민턴 업계에서 최초로 출시한 것으로 알려져 있다. 반발력은 물론 기존의 소재보다 월등한 기계적 강도를 보여주며 라켓의 수명을 더욱 향상시켰다. 주봉만의 노하우로 단단함은 높이고 유연성을 적절히 보완함으로써 개선한 혁신적인 시리즈이다. Woven 1500이 대표적이다.

#### Super Lt 시리즈
경량라켓 또한 주봉이 배드민턴 업계에서 최초로 출시한 것으로 알려져 있다. 가벼운 중량임에도 헤드에 힘이 집중되어 파워 스매싱이 가능하며 뛰어난 탄력감을 자랑하는 시리즈로 손목 스냅이 좋은 플레이어에게 적합한 라켓이다.

### 셔틀콕

#### Narae 셔틀콕
나래(날개의 옛말) 라는 순 우리말을 제품명으로 한 ‘Narae’ 나래셔틀콕 시리즈는 셔틀콕의 오리깃털과 깨끗하고 가벼운 이미지를 연상케한다. 2014년, 한국시장 출시에 앞서 말레이시아에 수출되어 시험무대를 가진 나래 셔틀콕은 현지 시장에서 좋은 반응을 힘입어 6월 14~15일 수원에서 개최된 OBS컵 전국배드민턴대회의 공식구로 첫선을 보여 참가선수들에게도 뛰어난 내구성으로 큰 호평을 받은바 있다.

#### Black Label 셔틀콕
엄선된 천연 거위깃털만을 사용하는 프리미엄 셔틀콕이다. 온도와 습도에 민감한 셔틀콕의 특성을 고려하여 계절에 따른 품질 유지와 일정한 비거리 제공을 위해 꼼꼼한 관리를 거쳐 제조하고 있다.

## 연혁
- 2016년, 진동칩 삽입 라켓 출시
- 2015년, 파워웨이트(Pb.)라켓 업계 최초 출시
- 2009년, 테이퍼샤프트(Taper Shaft) 업계 최초 출시
- 2005년, 나노(Nano) 라켓 기술 최초 도입
- 2003년, 테이퍼샤프트 특허 획득
- 1996년, 우븐(Woven) 라켓 업계 최초 출시
- 1995년, 티타늄(Ti) 라켓 업계 최초 출시